# BMW K 1100 LT
Die BMW K 1100 LT ist ein zwischen 1991 und 1998 angebotenes Motorrad von BMW. Der Tourer löste das nach fünf Jahren Bauzeit technisch weitgehend überholte Vorgängermodell K 100 LT ab. Die K 1100 LT war das erste BMW-Motorrad mit dem von 987 cm³ auf 1092 cm³ Hubraum aufgebohrten und längs liegend eingebauten 4-Ventil-Reihenmotor und der Paralever-Hinterradaufhängung aus den K100-Sportversionen und der K1. Bei der Markteinführung 1991 war sie mit einem Grundpreis von 22.850 DM das teuerste Modell der BMW-Motorradpalette, erstmals gegen Aufpreis mit einem geregelten Katalysator lieferbar und verfügte ab 1993 in der Sonderauflage „Special Edition“ als erstes BMW-Modell über ein Antiblockiersystem der zweiten Generation. Die Verkaufsbezeichnung LT steht für Luxus-Tourer. Der interne Werkscode lautet 89V2, die Fahrzeug-Identifizierungsnummer 0526.

## Modellgeschichte und Technik
Die Tourer K 100 RT und K 100 LT hatten mit insgesamt über 37.000 verkauften Exemplaren bis 1991 ausreichend Erfolg für eine Fortsetzung des Konzepts, waren aber zuletzt trotz Modellpflege technisch und mit den Fahrleistungen ins Hintertreffen gegen die weiterentwickelte Konkurrenz geraten. Vor allem die bei Tourenmaschinen von den Kunden geforderte Souveränität des Motordurchzugs auch in höheren Gängen und bei hoher Beladung war mit dem bis dahin verwendeten 987 cm³ großen Zweiventilmotor nicht zu erreichen. Eine Basis bot dabei der Vierventilmotor mit gleichem Hubraum aus dem ab 1988 gebauten Sportler K 1, der später auch in der K 100 RS 4V verwendet wurde. Dieses Aggregat bot bereits bessere Durchzugswerte und wurde durch Aufbohren auf 1092 cm³ Hubraum nochmals stärker. Die Zylinderbohrung wurde von 67 auf 70,5 mm vergrößert, wobei der Hub gleich blieb. Der nominell rund 100 PS starke Motor mit einem maximalen Drehmoment von 107 Nm wurde auf Wunsch ab Werk auf versicherungsgünstige 72 kW (98 PS) gedrosselt, was im Fahrbetrieb jedoch keinen mess- oder fühlbaren Unterschied machte. Gesteuert wurde dieser Motor in der K 1100 LT erstmals durch die neuentwickelte Bosch Motronic 2.2 mit Schubabschaltung. Von den beiden Sportmodellen wurde auch die Paralever-Hinterradschwinge mit einem seitlichen, mehrfach verstellbaren Gasdruck-Federbein übernommen. Sie ersetzte das Monolever des Vorgängermodells und verringerte durch Momentabstützung die Lastwechselreaktionen des Kardanantriebs, die sonst beim Beschleunigen zu einer Hubbewegung und der Verhärtung der Federung führen würden.

## Komfort- und Ausstattungsmerkmale

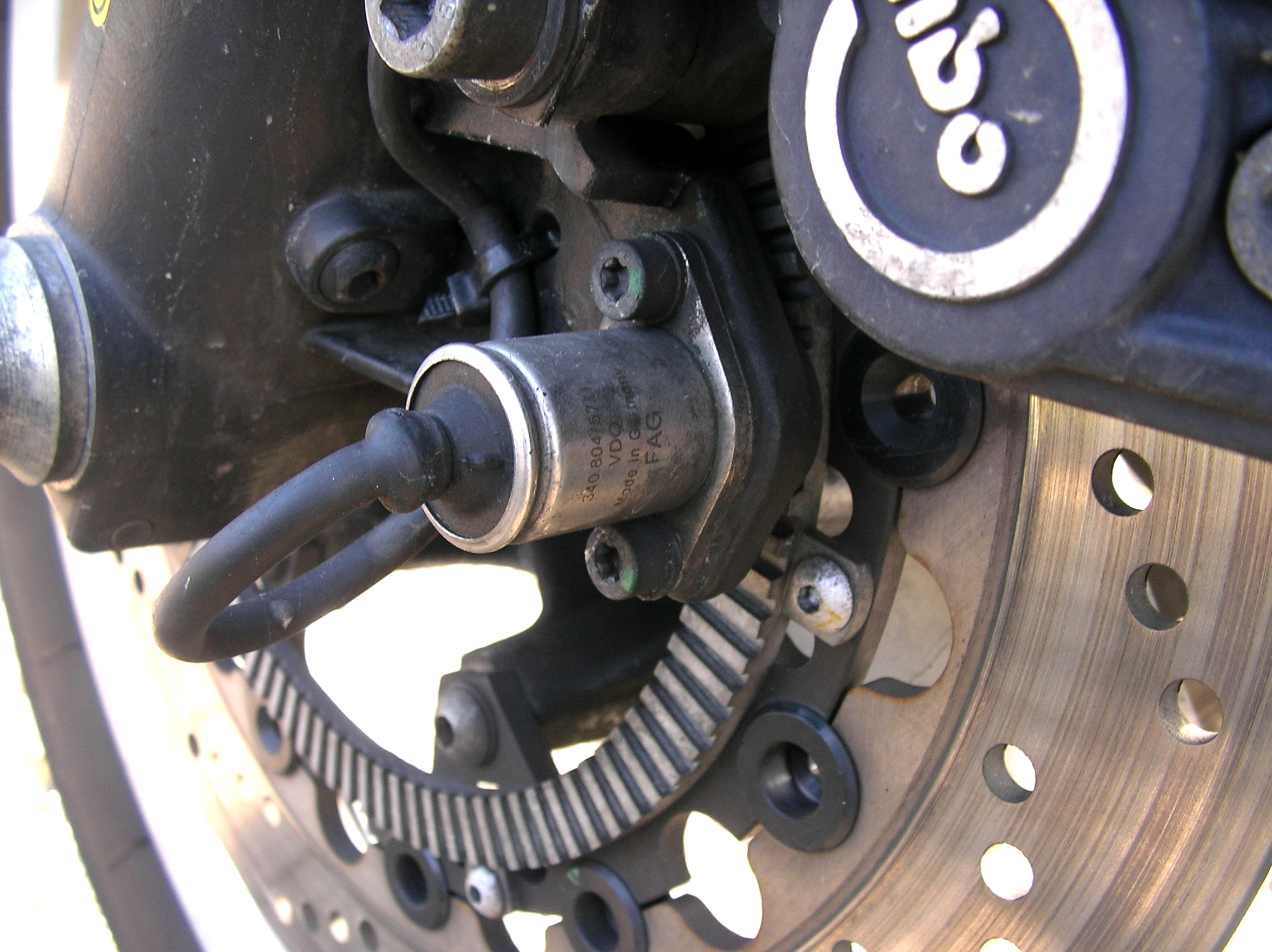
ABS-Sensor am Vorderrad

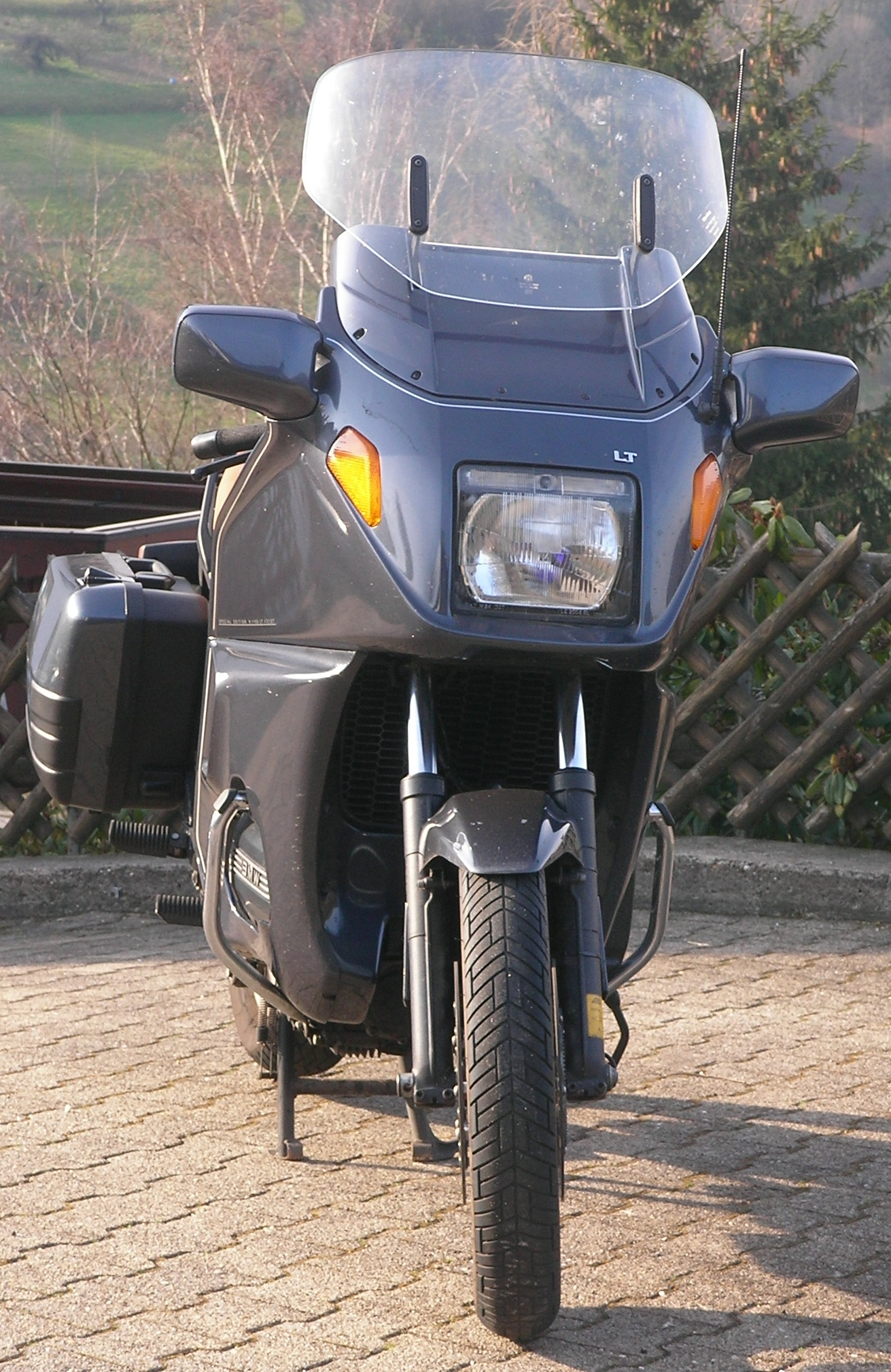
Frontansicht mit verstellbarer Windschutzscheibe

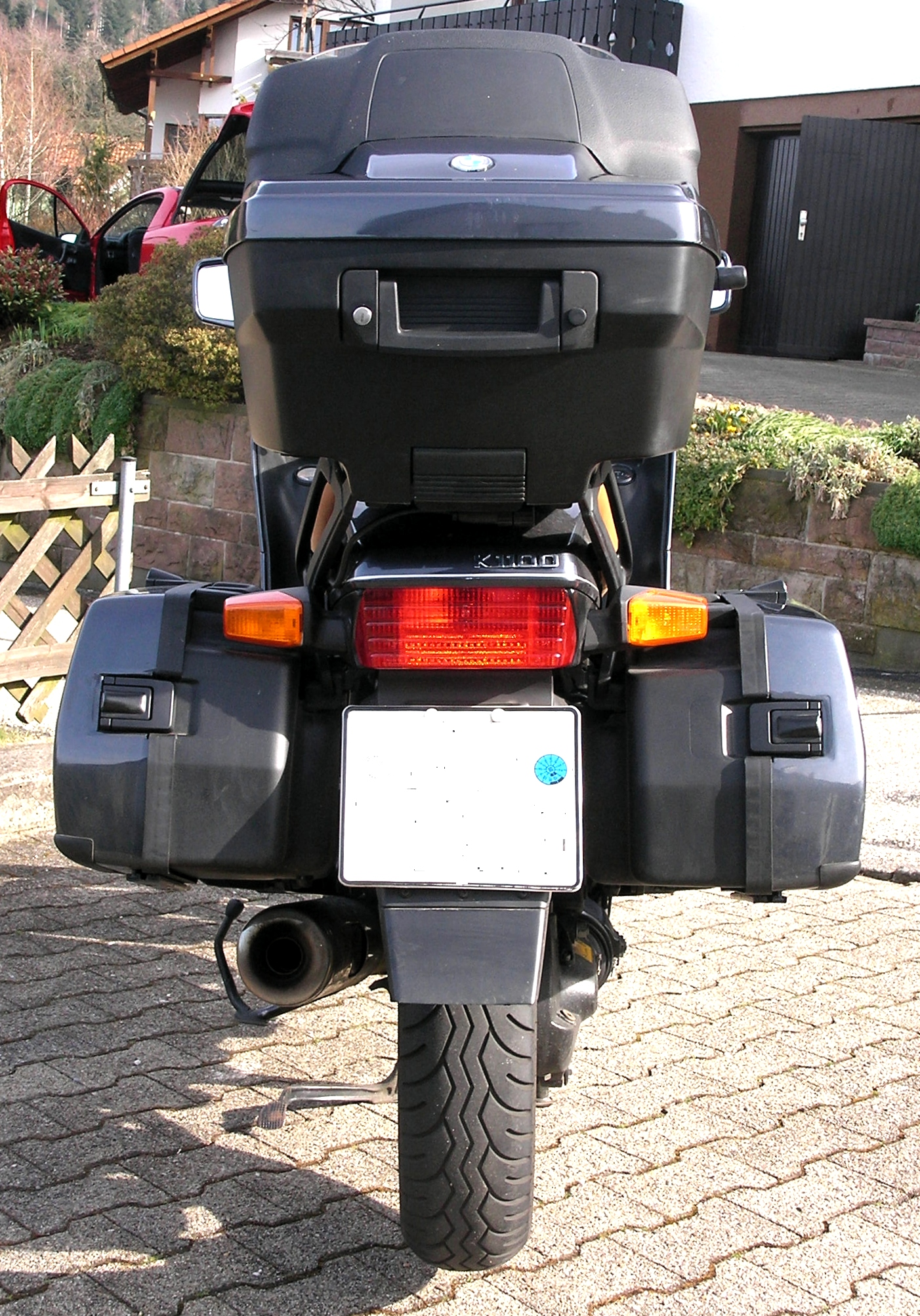
Heckansicht einer K 1100 LT SE

Äußerlich erscheint die K 1100 LT nur leicht modifiziert; die Vollverkleidung rückte etwas weiter nach vorn, wurde unten jedoch weiter um den Motor nach hinten gezogen. Damit sollte ein besserer Windschutz bei leicht vergrößerter Beinfreiheit für den Fahrer erreicht werden. Die zuvor starre Verkleidungsscheibe wurde durch eine elektrisch in Höhe und Neigung verstellbare Scheibe ersetzt, das flache Topcase durch ein hohes mit 35 Liter Stauraum, das ebenso leicht abnehmbar war wie die beiden Seitenkoffer. Die umfangreiche Liste der aufpreispflichtigen Zusatzausstattung umfasste unter anderem einen geregelten Katalysator, das ABS I, Heiz- oder Moosgummigriffe, ein Radio-Cassettengerät mit Fernbedienung am Lenker, zusätzliche 12-Volt-Buchsen, seitliche Sturzbügel und eine Alarmanlage. Mit Vollausstattung wurde das Gewicht der Maschine von serienmäßig 290 kg auf über 300 kg und der Gesamtpreis bereits 1992 auf rund 28.500 DM ab Werk Berlin-Spandau erhöht.

## Sondermodelle
1993 und 1994 wurde eine nummerierte Special Edition (SE) angeboten, die einige sonst aufpreispflichtige Zusatzausstattungen hatte und erstmals über das weiterentwickelte und feinfühliger arbeitende ABS II verfügte. Außerdem wurde das nun über 9 kg schwere Topcase mit einer Beifahrer-Rückenlehne und zwei Zusatzlautsprechern für die hier serienmäßige Stereoanlage ausgerüstet. Prinzipiell war auch ein geregelter Katalysator serienmäßig, die K 1100 LT SE konnte jedoch auch ohne ihn bestellt werden. Bei Vollausstattung ergab sich ein Preisvorteil von etwa 500 DM gegenüber einem komplett ausgestatteten Serienmodell. 1997 wurde die Modellversion Highline eingeführt; für 29.600 DM war sie ähnlich bestückt wie vier Jahre vorher die SE, aber mit zusätzlichen optischen Merkmalen wie Sonderfarben sowie polierten und verchromten Motor- und Aufhängungsteilen.

## Praxistauglichkeit
Mit dem gegenüber der K 100 LT um 20 kg auf 500 kg erhöhten zulässigen Gesamtgewicht zählte die K 1100 LT schon zu den „Supertourern“ ihrer Zeit, machte aber beim Fahren auch mit voller Beladung nicht den Eindruck besonderer Schwerfälligkeit. Zu verdanken war das dem durch die Motoreinbaulage verhältnismäßig tiefen Schwerpunkt und dem relativ geringen Nachlauf der konventionellen Vorderrad-Teleskopgabel, der bei Kurvenfahrt eine gute Handlichkeit vermittelte, jedoch den Geradeauslauf bei hohen Geschwindigkeiten verschlechterte. BMW selbst empfahl im mitgelieferten Handbuch, bei montierten Koffern nicht schneller als 130 km/h zu fahren, da das Motorrad sonst instabil werden könne. In der Praxis war jedoch – vor allem bei den Sondermodellen – hauptsächlich das große und schwere Topcase für das teilweise unsichere Fahrverhalten verantwortlich; die Seitenkoffer alleine beeinflussten durch ihre aerodynamische Form und die tiefe Montage nahe dem Schwerpunkt weder die Stabilität noch die Höchstgeschwindigkeit nennenswert.
Spürbar war jedoch das hohe Gewicht und der durch die Verkleidung und das Topcase nach oben verschobene Schwerpunkt beim Rangieren im Stand. Einen Rückwärtsgang wie beim Nachfolgemodell K 1200 LT gab es nicht. Die relativ frontlastige Gewichtsverteilung machte sich außerdem bei Kurvenfahrt durch leichtes Untersteuern bemerkbar; der tatsächlich gefahrene Radius erschien häufig größer als der geplante. Beim Ausnutzen des zulässigen Gesamtgewichtes kam auch der stärkere Motor an seine Grenzen; in Vergleichstests fiel Motorjournalisten das geringere Drehmoment auf. Trotz der gegenüber der Sportversion K 1100 RS kürzeren Getriebe-Übersetzung war der Durchzug in den Gängen 4 und 5 schlechter als bei Konkurrenzprodukten. Kritisiert wurden zudem die spürbaren, hochfrequenten Vibrationen des liegend eingebauten Reihen-Vierzylinders, obwohl BMW diese mit schwingungsentkoppelten Fußrastenplatten und Gegengewichten an den Lenkerenden kompensieren wollte. Leichte Besserung boten hier die als Zusatzausstattung lieferbaren Moosgummigriffe. Mängel offenbarte auch die Wasserkühlung. Trotz Thermostat-gesteuertem Lüfter konnte die Kühlwassertemperatur bei längerer Volllast oder häufigem Leerlauf (etwa im Stau und bei hohen Umgebungstemperaturen) stark ansteigen. Das konnte zu einem Hitzestau hinter der Vollverkleidung über dem Motor führen, der im Bereich der Unterschenkel des Fahrers als unangenehm empfunden wurde.
Gelobt wurden dagegen der Langstreckenkomfort (auch mit zwei Personen), die beladungsabhängig verstellbare Dämpfung und Vorspannung des Federbeins, der mit rund 100 Litern reichhaltige Stauraum, der langstreckentaugliche 22-Liter-Tank, der geringe Wartungsbedarf durch den Kardanantrieb, die mechanische Stabilität und die Haltbarkeit des Motorrads. Häufig wurde die K 1100 LT deshalb auch in modifizierter Form für den Gespannbetrieb verwendet. Bis zum Auslaufen des Modells 1998 (zum Teil noch parallel mit der Nachfolgerin K 1200 LT) wurden 22.757 Exemplare produziert.
Konkurrenzmodelle waren die Tourer Kawasaki GTR 1000, BMW R 1100 RT, Honda ST 1100 Pan European und Yamaha FJ 1200.

## Motorsport
Der zuerst in der K 1100 LT und später in der K 1100 RS eingebaute Motor war einige Jahre lang auch das Basistriebwerk der Formel BMW. In diesen Monopostos leistete das Triebwerk bis zu 130 PS. Ab 1997 wurde der 140-PS-Motor der K 1200 RS verwendet.

## Einsätze im Radsport
Von Beginn an und auch noch fast ein Jahrzehnt nach dem Auslaufen der Modellreihe wurde und wird die K 1100 LT häufig als Live-Kamera- und Reportagemotorrad im Radsport eingesetzt; etwa bei der Tour de France oder bei der Deutschland Tour. Als relevante Merkmale kommen hier die Stabilität im Zweipersonenbetrieb, die große Reichweite und das im Vergleich zur K 1200 LT geringere Gewicht sowie die größere Wendigkeit zum Tragen.

## Technische Daten (offene Version)

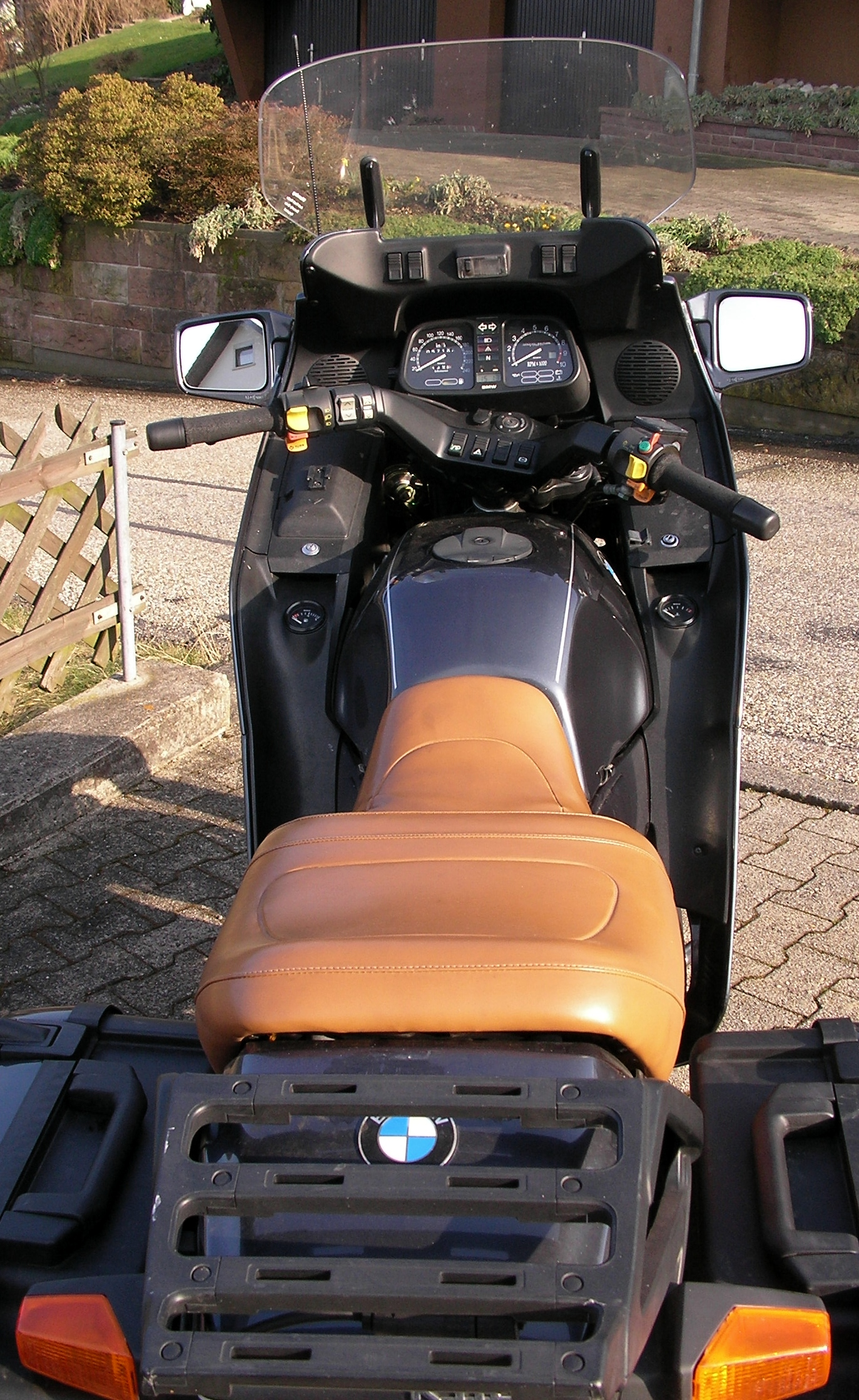
Komfortsitzbank und Cockpit einer Special Edition

| Motor                                                            | Reihen-4-Zylinder mit Einspritzung, wassergekühlt, hydraulische Ventilsteuerung |
| Hubraum                                                          | 1092 cm³                                                                        |
| Leistung                                                         | 74 kW (101 PS) bei 7500 min−1                                                   |
| Max. Drehmoment                                                  | 107 Nm bei 5500 min−1                                                           |
| Kraftübertragung                                                 | Einscheiben-Trockenkupplung, klauengeschaltetes Fünfganggetriebe, Kardanantrieb |
| Höchstgeschwindigkeit                                            | zirka 215 km/h                                                                  |
| Beschleunigung 0–100 km/h                                        | 4,2 Sekunden                                                                    |
| Beschleunigung 60–140 km/h im 5. Gang                            | 10,5 Sekunden                                                                   |
| Kraftstoffverbrauch, Super bleifrei (lt. Prospekt nach ISO 7118) | konstant 90 km/h: 4,9 l/100 km konstant 120 km/h: 5,8 l/100 km                  |
| Letzter Listenpreis                                              | 29.600 DM (Edition Highline)                                                    |